# Облава в Кокинье
Облава в Кокинье (греч.  Το Μπλόκο της Κοκκινιάς), в ходе которой немецкие оккупационные войска произвели массовые расстрелы в этом пирейском квартале (ныне Никея) — одна из самых известных операций подобного рода, совершённая вермахтом на территории Греции в 1944 году.

## Никея
Пирейский квартал Никея был основан беженцами после малоазийской катастрофы.
Участки для строительства квартала Неа-Кокинья́ были выкуплены греческим правительством в марте 1923 года.
Как и другие городские кварталы и сёла, основанные беженцами по всей стране и получившие имена «Незабываемых Отечеств», квартал в конечном итоге получил имя вифинийской Никеи. Квартал (муниципалитет) был переименован в Никею в сентябре 1940 года.
Для этого была ещё одна дополнительная причина. Обездоленные малоазийские беженцы, ставшие жертвами антагонизма держав Антанты, в большом количестве стали сторонниками компартии Греции.
В этом свете, предыдущее название Кокинья (греч. κόκκινος «пурпурно-красный, багряный») приобрело политический оттенок.
Но именно под этим именем, по выражению британского историка Марка Мазоуэра (M. Mazower), в годы тройной германо-итало-болгарской оккупации Греции (1941—1944) «Кокинья прославилась как один из самых „красных“ кварталов греческой столицы».

## Кокинья в годы Оккупации
К началу 1944 года городские отряды ЭЛАС практически контролировали пригороды Афин, что выделяло на тот момент греческую столицу на фоне других оккупированных столиц Европы.
Оккупационные войска совершали налёты в пригороды, как правило, в дневное время суток.
Восхищённый борьбой афинян французский эллинист Роже Милльекс писал, что Афины являлись «столицей европейского Сопротивления».
Облавы, совершаемые в ходе налётов на контролируемые городскими отрядами ЭЛАС кварталы, были одной из форм контрмер оккупационных властей и карательных акций.
В годы оккупации в Кокинье базировался т. н. 6-й отдельный полк ЭЛАС и один из отрядов организации ОПЛА.
В период с 4 по 8 марта 1944 года Коккинья подверглась атаке оккупационных сил и коллаборационистов.
В ходе т. н. «боя за Кокинья» атака была отражена силами городских отрядов и населения, оккупационные силы были вынуждены отступить.
В отместку за своё поражение немцы расстреляли 37 жителей Кокиньи, находившихся на тот момент в концлагере Хайдари. Пятеро из расстрелянных были из числа армянских беженцев.

## Облава
После боя за Кокинья квартал пять месяцев находился под полным контролем городских отрядов ЭЛАС.
Облава августа 1944 года была тщательно подготовленной военной операцией. Городские отряды ЭЛАС были застигнуты врасплох. Сопротивление немногочисленных ночных дозоров было быстро подавлено, большинство членов городских отрядов даже не успели дойти до тайников с боеприпасами и оружием.
Перед рассветом 17 августа 1944 года механизированные и пехотные части 11-й авиаполевой дивизии вермахта вместе с греческими коллаборационистами из Батальонов безопасности окружили квартал и вторглись в него с двух направлений. В операции также приняла участие механизированная часть греческого полковника полиции Бурандаса, сотрудничавшего с СС и гестапо:808, чьё имя стало нарицательным и одиозным
В первые утренние часы, используя рупоры, коллаборационисты потребовали, чтобы мужчины возрастом от 14 до 60 лет собрались на центральной площади (Πλατεία Οσίας Ξένης), предупреждая, что не последовавшие приказу будут расстреляны на месте. Немецкие солдаты вламывались в дома и расстреливали на месте всех обнаруженных там.
Через несколько часов до 25 000 жителей Кокиньи были согнаны на площадь, где местные коллаборационисты, закрывая своё лицо масками и мешками с прорезями для глаз, начали указывать немцам участников Сопротивления.
90 человек были расстреляны непосредственно на площади.
72 человек были расстреляны у т. н. Стенки Кокиньи, 42 у стенки армянской слободки, 40 в ущелье Скисто.
В числе выданных и убитых были секретарь местной организации компартии Апостолис Хадзивасилиу, которого рубили тесаками, пока его волокли, Панайотис Асманис из отряда ОПЛА, которого собственноручно убил Плидзанопулос, Стелиос Казакидис, которому выкололи глаз, чтобы он выдал своих соратников, девятнадцатилетняя Дьяманто Кумбаки, руководительница местной организации ЭПОН, чья группа пала в бою, а сама она, раненая, была взята в плен.
Расстрелянных сжигали, используя бензин, хотя многие были ещё живыми.
Одновременно с массовыми расстрелами и убийствами в домах и на улицах, немцы ограбили и сожгли, используя огнемёты и миномёты, сотни домов. В армянской слободке из 90 домов были сожжены 80.
К концу дня до 350 трупов были перевезены и захоронены на 3-м кладбище Пирея. Одновременно около 8000 жителей Кокиньи были отправлены в концлагерь Хайдари. Из них около 3 тыс. были отправлены в Германию, большинство осталось в числе пропавших без вести.

## Расстрел панихиды
24 сентября жители Кокиньи были призваны организациями Сопротивления принять массовое участие в панихиде в память жертв Облавы.
Тысячи жителей квартала откликнулись на призыв и с венками и цветами в руках заполнили центральную площадь.
Церковная процессия была обстреляна пулемётами оккупантов с близлежащего холма и к жертвам Облавы прибавились ещё 9 убитых и 32 раненных.

## Стенка Кокиньи
Стенка Кокиньи находилась на территории довоенной ковровой фабрики, которая принадлежала английской фирме «Ориентал Карпет» и функционировала с 1929 года вплоть до начала оккупации. В годы оккупации немцы расстреляли здесь 75 человек.
После этих событий фабрика оставалась в течение десятилетий заброшенной.
Сегодня место именуется Стенка Облавы Кокиньи (Μάντρα Μπλόκου της Κοκκινιάς) или просто Стенка Кокиньи (Μάντρα της Κοκκινιάς) и стало мемориалом.

## Суд
После освобождения руководство Батальонов безопасности, включая полковника И. Плидзанопулоса, предстали перед судом за участие в 30 облавах.
При этом демократические газеты отмечали, что присутствие в зале «сторонников правых сил» вызывало страх у свидетелей обвинения, в частности, у солдат, свидетельствовавших в присутствие военной полиции.
Однако в том, что касалось Облавы Кокиньи, процесс сконцентрировался на том, что Плиндзанопулос пристрелил собственноручно одного из арестованных, и не стал заниматься обвинением в «актах насилия в сотрудничестве с оккупационными органами против греков за их деятельность против врага».
Прокурор признал виновным всего лишь одного обвиняемого, который выдал немцам участников Сопротивления без маски на своём лице. В конечном итоге, в марте 1947 года, в разгар Гражданской войны, все обвиняемые были признаны невиновными.

## Память
В 50-е годы на Стенке Кокиньи была установлена мемориальная плита с надписью «здесь немецкие оккупанты расстреляли греческих патриотов».
В 1956 году на Площади 17 августа был воздвигнут бронзовый Памятник жертвам облавы в Кокинье работы скульптора Йоргоса Зонголопулоса.
Члены левых партий организовывали неофициальные ежегодные панихиды, пока это не было сделано официально общиной в двадцатую годовщину Облавы в 1964 году.
После установления в стране военной диктатуры мемориалы приняли антикоммунистический характер и их организация была возложена на военную комендатуру Пирея. Замалчивалось участие в Облаве Батальонов безопасности и утверждалось что основной целью Облавы были члены ОПЛА и что доносчики были членами компартии.
17 августа 1968 военные власти сменили мемориальную доску на новую, на которой было написано «Предатели-коммунисты в масках сдали варварам оккупантам 17 августа 1944 года патриотов борцов Национального Сопротивления, героических сыновей Никеи, которые были расстреляны на этом месте».
В своей речи майор в отставке Н. Плиндзанопулос, племянник командира Батальона безопасности Плидзанопулоса, который к этому времени был назначен мэром Никеи, именовал ответственных в резне «предателями-коммунистами в масках» и оправдывал необходимость действий летом 1944 года против «красного террора».
С падением диктатуры в 1974 году Мемориальная плита на Стенке Кокиньи приняла свой первоначальной вид и в одном из зданий бывшей ковровой фабрики был создан Музей Облавы Кокиньи.
В 2005 году одна из площадей квартала получила имя расстрелянной Диаманто Кумбаки.
Также памятник Жертвам Облавы Кокиньи установлен на 3-м кладбище Афин.

## В искусстве
«Поэтесса Сопротивления», София Мавроиди-Пападаки, посвятила этому событию одно из стихотворений своего сборника, изданного в 1946 году
На передовой труда и огня
И жертвенного алтаря
Кварталы Калогреза, Драпецона
И окровавленная Кокинья́
События, происшедшие в ходе Облавы в Кокинье, были воспроизведены в кинофильме «Облава», снятом в 1965 году кинорежиссёром Адонисом Киру.